# Northern Air Cargo
Northern Air Cargo est une Compagnie aérienne cargo Américaine basée à Anchorage, Alaska, aux États-Unis. Elle opère à travers l'Alaska, le Canada et les États-Unis, depuis l'Aéroport international d'Anchorage Ted-Stevens, et dispose d'un hub à l'Aéroport international de Fairbanks.

## Histoire

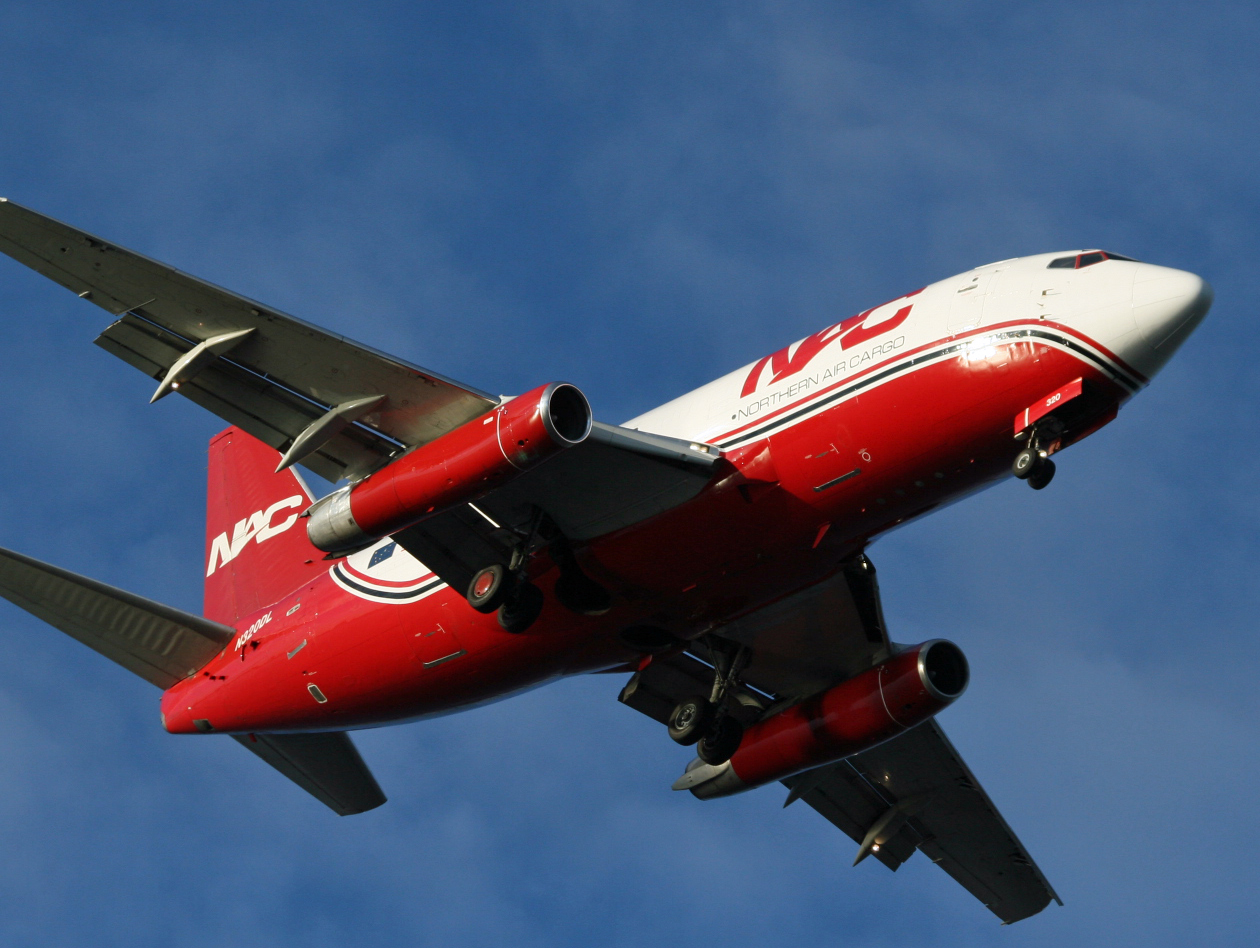
Northern Air Cargo 737 à l’atterrissage sur l'Aéroport d'Anchorage

La compagnie aérienne est fondée en 1956 par Bobby Sholton et Morrie Carlson. C'était alors la toute première compagnie cargo d'Alaska. Elle passe ensuite sous le contrôle de la famille Sholton.
En 2006, la compagnie est rachetée par une société de Seattle, Saltchuk Resources. Elle a alors 289 employés.

## Destinations
En février 2015, Northern Air Cargo effectuait les destinations suivantes:
- Anchorage (Aéroport international d'Anchorage Ted-Stevens)
- Aniak (Aniak Airport)
- Barrow
- Bethel
- Dillingham
- Fairbanks
- King Salmon
- Kotzebue
- McGrath
- Nome
- Prudhoe Bay/Deadhorse
- Red Dog
- St. Mary's
- Unalakleet

## Flotte

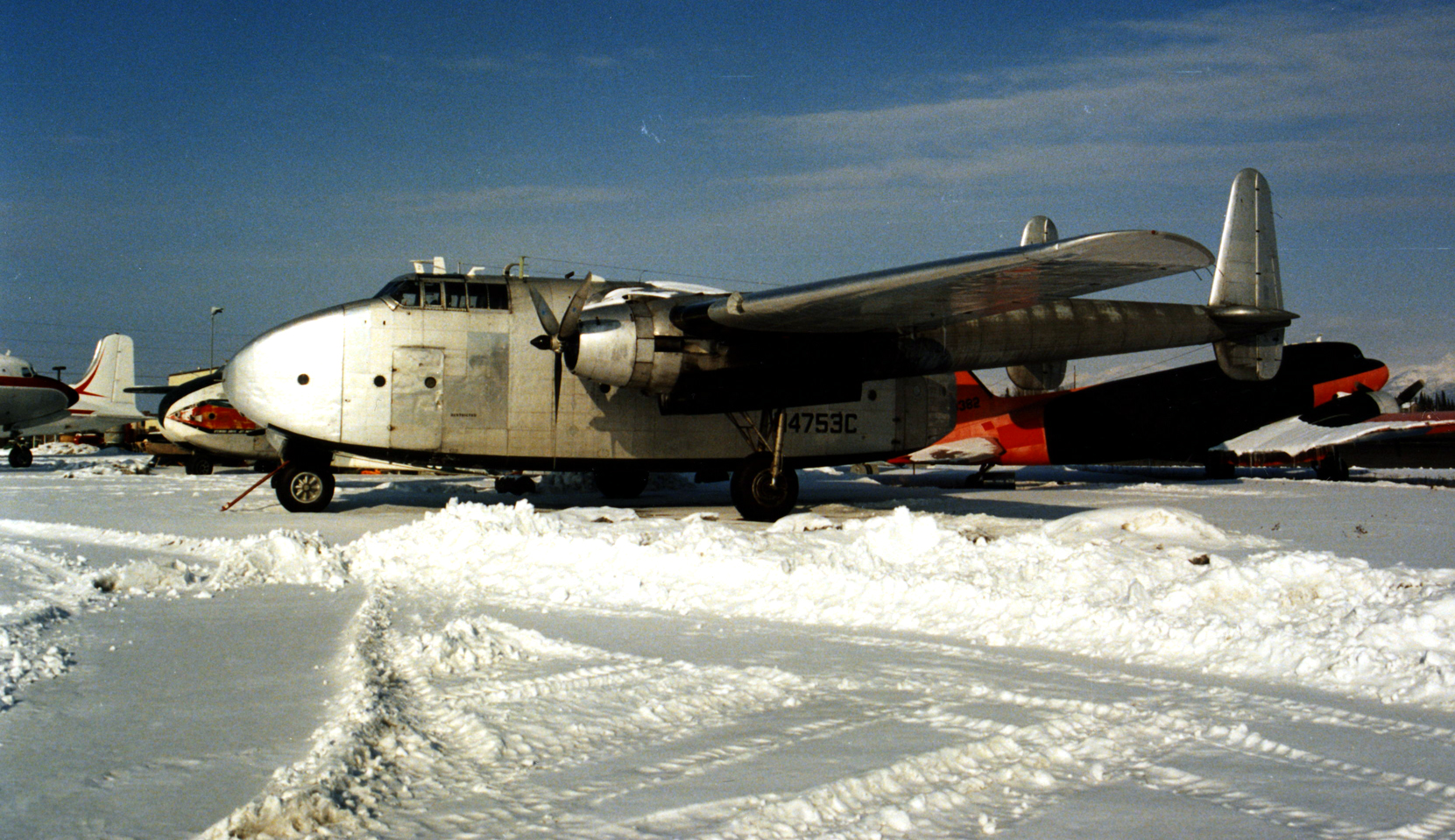
Fairchild C-82A „Packet“ de NAC, 1985

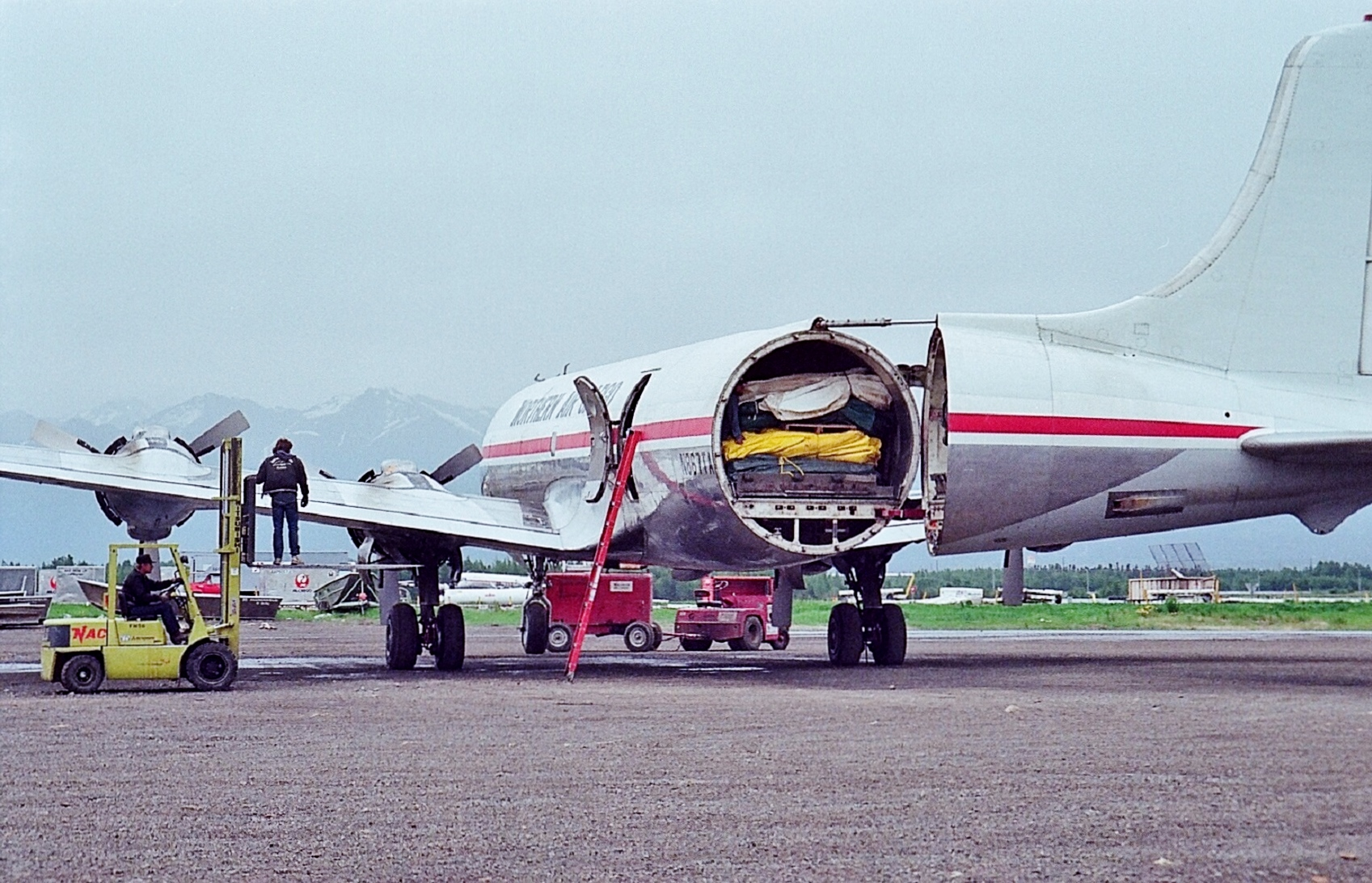
Douglas DC-6 swing-tail

En août 2012, la flotte de Northern Air Cargo comprenait les appareils suivants:
- 3 Boeing 737-200
- 2 Boeing 737-300

### Ancienne flotte
La flotte était composée des appareils suivants:
- 1 ATR 42-300
- 3 Boeing 727-100F
- 1 Boeing 727-100C
- 2 Douglas DC-3
- 13 Douglas DC-6
- 2 Fairchild C-82 Packet

## Service
Northern Air Cargo transporte également des passagers pour le compte de ConocoPhillips (par le biais de sa filiale Northern Air Maintenance Services)